# Virtualidad aumentada
El término virtualidad aumentada tiene su génesis en la teoría del "continuum de virtualidad" descrito por MILGRAM, Paul y KISHINO, Fumio en A Taxonomy of Mixed Reality.
Para estos autores, entre los dos extremos de la línea que une la realidad y la realidad virtual encontramos dos términos que definen los estadios intermedios entre una y otra, estos son definidos como “realidades mixtas” y comprenden los términos “realidad aumentada” y de “virtualidad aumentada”, dependiendo de si su campo de competencia está centrado en la realidad o en el mundo virtual respectivamente. 
De esta manera, objetos o personas se integran dinámicamente y pueden interactuar con el mundo virtual en tiempo real. Esta integración se logra con el uso de varias técnicas: mediante la transmisión de videos o mediante la digitalización tridimensional de objetos físicos.  
Un ejemplo de “virtualidad aumentada” lo tenemos en una nueva experiencia, para la enseñanza de idiomas, surgida en la Universidad Carlos III que utiliza la plataforma de código abierto para la construcción de mundos tridimensionales Open Wonderland. Basándose en la versión de "mundos espejo" en que la realidad es reproducida virtualmente, los avatares interactúan mediante una aplicación móvil con geolocalización. Lo que la diferencia de la realidad aumentada es que son los elementos reales los que aumentan el mundo de la realidad virtual y no al revés: "los usuarios que caminan por la calle pueden ver en su smartphone a los avatares que representan a los participantes conectados a la plataforma través de Internet. Además - indica la profesora Blanca Ibáñez - los participantes del mundo real tienen un representante en el mundo espejo virtual que sigue el mismo recorrido"